# Ida Vitale

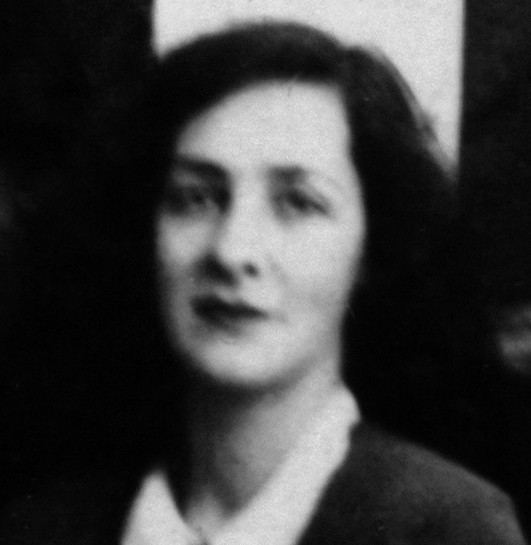
Ida Vitale

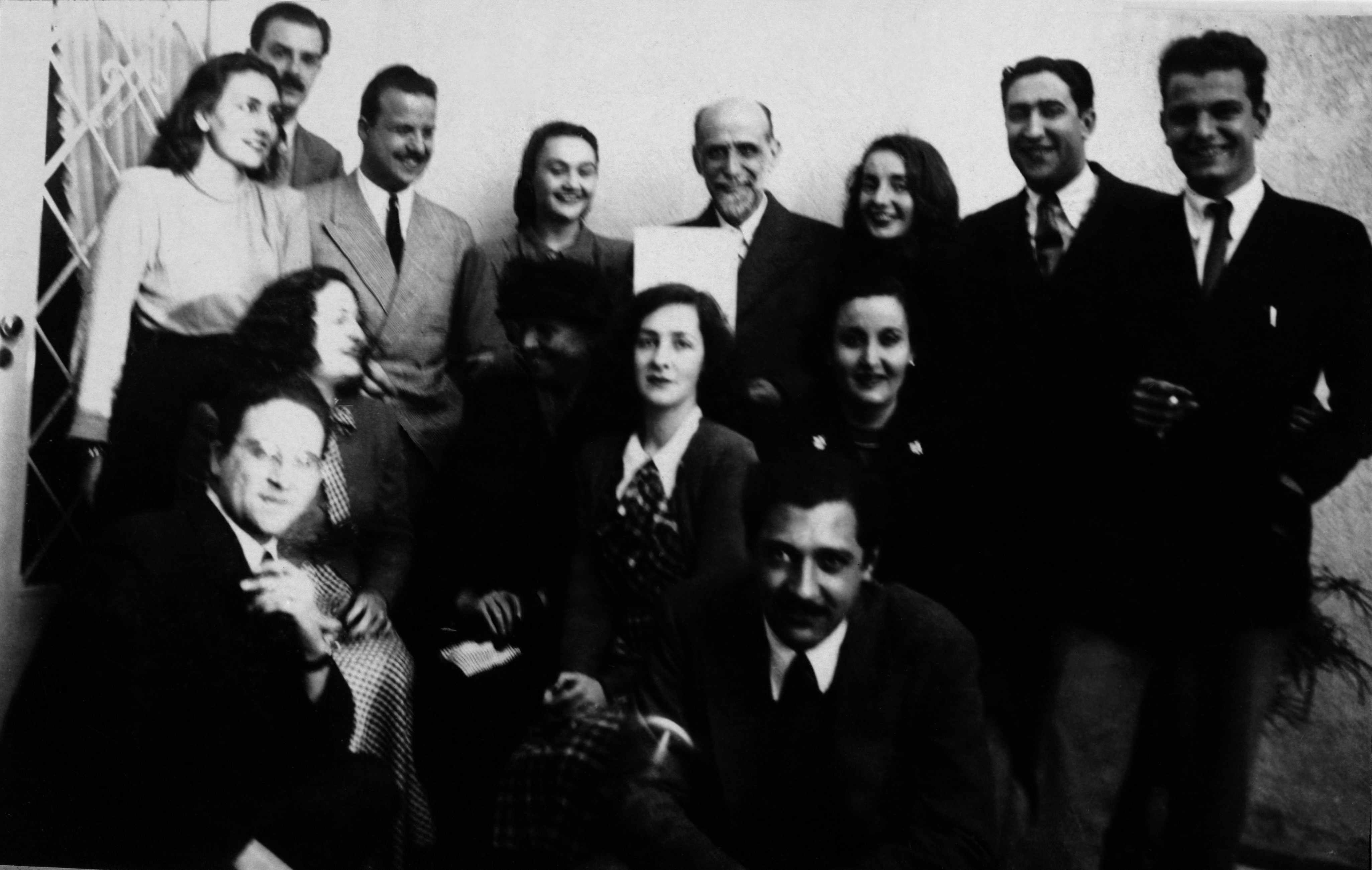
Die Generation der 45 anlässlich des Besuchs von Juan Ramón Jiménez. Von links nach rechts, stehend: Maria Zulema Silva Vila, Manuel Claps, Carlos Maggi, María Inés Silva Vila, Juan Ramón Jiménez, Idea Vilariño, Emir Rodríguez Monegal, Ángel Rama. Sitzend: José Pedro Díaz, Amanda Berenguer, Ida Vitale, Elda Lago, Manuel Flores Mora

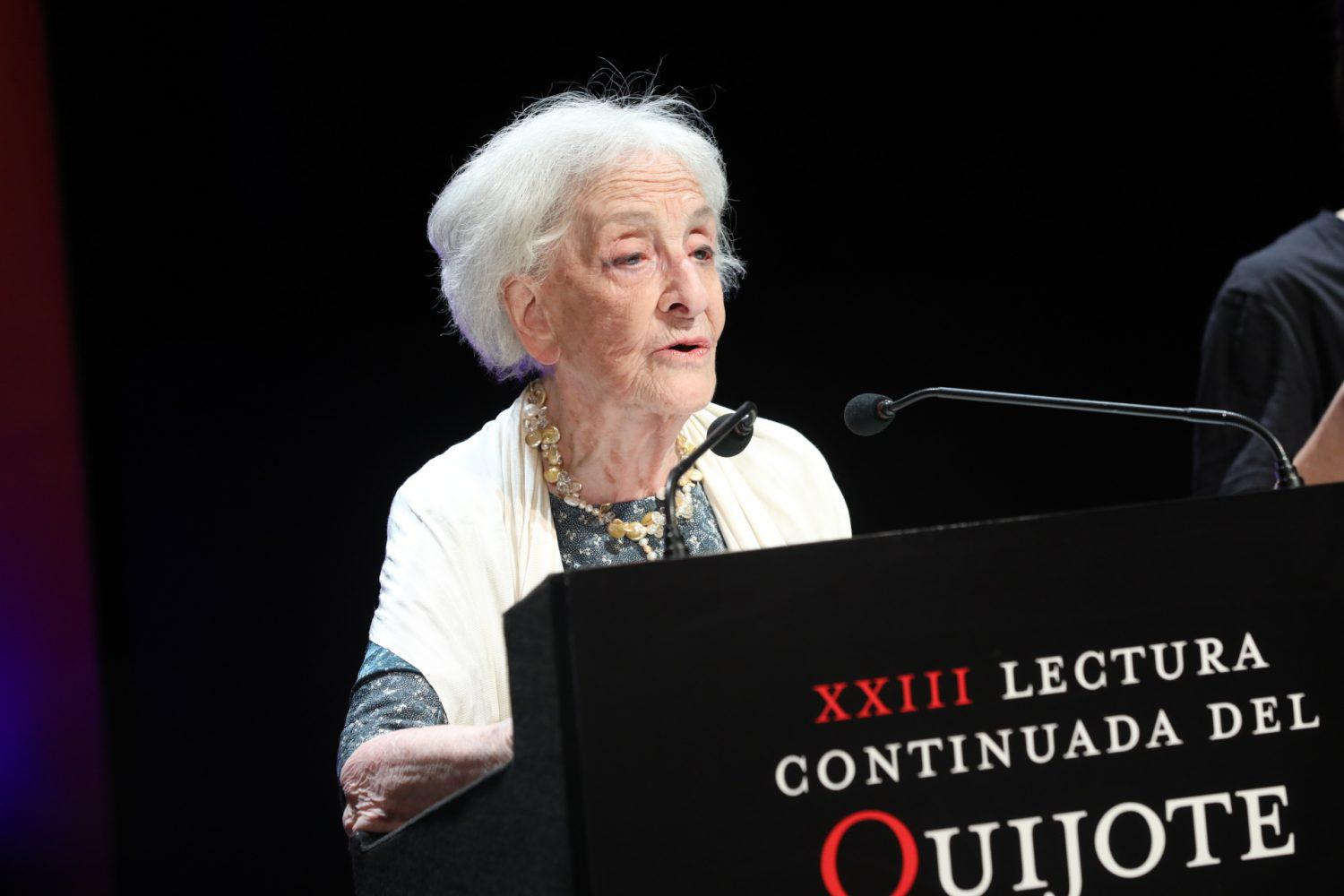
Die uruguayische Schriftstellerin Ida Vitale, Gewinnerin des Cervantes-Preises 2018

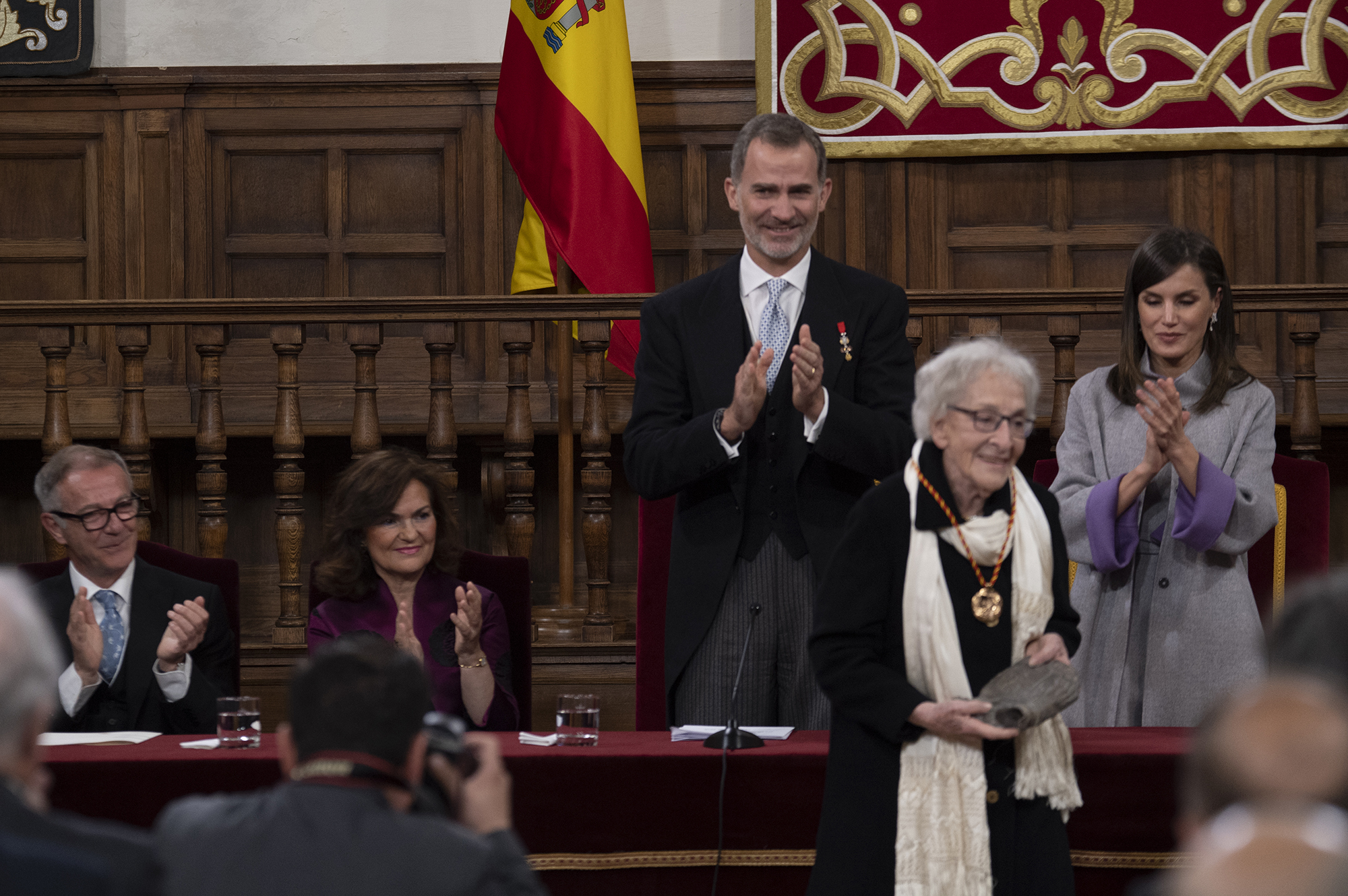
König Felipe und Königin Letizia von Spanien, der Kulturminister José Guirao und die stellvertretende Premierministerin Carmen Calvo applaudieren der Gewinnerin des Cervantes-Preises 2018, Ida Vitale

 Ida Vitale  (* 2. November 1923 in Montevideo, Uruguay) ist eine uruguayische Autorin, Dichterin, Übersetzerin und Literaturkritikerin. Sie ist uruguayisches Mitglied der künstlerischen Bewegung Generación del 45.

## Leben und Werk
Vitale gehört zur vierten Generation italienischer Emigranten in Uruguay. Sie studierte Geisteswissenschaften in Uruguay und unterrichtete als Lehrerin. Sie arbeitete an der Wochenzeitung Marcha mit und von 1962 bis 1964 leitete sie die literarische Seite der uruguayischen Zeitung Epoca und leitete die Zeitschriften Clinamen und Maldoror.
Sie gehörte zu der Gruppe der Intellektuellen, die als Generación del 45 bekannt sind und das literarische und kulturelle Leben in Uruguay ab 1945 entscheidend geprägt haben. Zu dieser Gruppe gehörten Schriftsteller wie Juan Carlos Onetti, Mario Benedetti, Sarandy Cabrera, Carlos Martínez Moreno, Ángel Rama, Carlos Real de Azúa, Carlos Maggi, Alfredo Gravina, Mario Arregui, Amanda Berenguer, Humberto Megget, Emir Rodríguez Monegal, Gladys Castelvecchi und José Pedro Díaz.
1950 heiratete sie Ángel Rama, mit dem sie zwei Kinder bekam und von dem sie sich 1969 scheiden ließ. 1970 heiratete sie den Dichter Enrique Fierro. 1974 ging sie wegen der Militärdiktatur in Uruguay (1973–1985) ins Exil nach Mexiko. Dort stellte Octavio Paz sie im Beirat der Zeitschrift Vuelta ein. Sie beteiligte sich auch an der Gründung der Zeitung Uno Más Uno und lehrte am El Colegio de México. Sie übersetzte Bücher für den Fondo de Cultura Económica, hielt Vorträge und Lesungen, war Jurymitglied und arbeitete für zahlreiche Zeitungen.
1984 kehrte sie nach Uruguay zurück, wo sie die Kulturseite der Wochenzeitung Jaque leitete. Sie wanderte dann in die USA aus, wo sie sich 1989 mit ihrem zweiten Ehemann in Austin, Texas, niederließ. 2010 erhielt sie die Ehrendoktorwürde von der Universidad de la República in Uruguay. 2016 kehrte sie verwitwet nach Montevideo zurück, wo sie derzeit lebt.
Sie übersetzte Werke von französischen und italienischen Autoren wie Simone de Beauvoir, Benjamin Péret, Gaston Bachelard, Jacques Lafaye, Jules Supervielle, Jean Lacouture Mario Praz und Luigi Pirandello. 2018 erhielt sie den Cervantes-Preis, der das Lebenswerk eines Autors ehrt.

## Auszeichnungen
- 2009: IX Premio Internacional Octavio Paz de Poesía y Ensayo
- 2014: Premio Internacional Alfonso Reyes
- 2015: XXIV Premio Reina Sofía de Poesía Iberoamericana
- 2016: Premio Internacional de Poesía Federico García Lorca
- 2017: Premio Max Jacob
- 2018: FIL-Preis
- 2018: Premio Cervantes[3]
- 2019: Premio Alas
- 2019: Medalla Delmira Agustini
- 2019: 100 most influential women of 2019, BBC[4]

## Literarisches Werk (Auswahl)

### Poesie
- 1949: La luz de esta memoria
- 1953: Palabra dada
- 1960: Cada uno en su noche
- 1963: Paso a paso
- 1972: Oidor andant
- 1976: Fieles
- 1980: Jardín de sílice
- 1982: Elegías en otoño
- 1984: Entresaca
- 1988: Sueños de la constancia
- 1988: Procura de lo imposible
- 1992: Serie del sinsonte
- 1996: Jardines imaginarios
- 1998: De varia empresa
- 1999: Un invierno equivocado
- 1999: La luz de esta memoria
- 2002: Reducción del infinito
- 2005: Trema
- 2010: Mella y criba
- 2016: Mínimas de aguanieve
- 2017: Poesía reunida. ISBN 978-84-9066-417-9.

### Prosa und Essay
- 1937: Arte simple
- 1940: El ejemplo de Antonio Machado
- 1947: Cervantes en nuestro tiempo
- 1959: La poesía de Basso Maglio
- 1963: Manuel Bandeira, Cecília Meireles y Carlos Drummond de Andrade. Tres edades en la poesía brasileña actual
- 1963: La poesía de Jorge de Lima
- 1965: La poesía de Cecília Meireles
- 1968: Juana de Ibarbourou. Vida y obra Capítulo Oriental núm. 20
- 1974: José Santos González Vera o El humor serenísimo
- 1984: Enrique Casaravilla Lemos, México, Universidad Autónoma de México
- 1994: Léxico de afinidades
- 1996: Donde vuela el camaleó
- 2003: De plantas y animales: acercamientos literarios
- 2004: El abc de Byobu
- 2021: Byobu. Charco Press, ISBN 978-1-913867-02-7.